# Öndörshil
Öndörshil (mongoliska: Өндөршил Сум) är ett distrikt i Mongoliet.   Det ligger i provinsen Dundgobi, i den östra delen av landet, 300 km söder om huvudstaden Ulaanbaatar.